# Gazeta Wyborcza
Gazeta Wyborcza [ɡaˈzɛta vɨˈbɔrtʂa] è il più importante quotidiano polacco, diretto e fondato nel 1989 da Adam Michnik, ex dirigente del movimento "Solidarność"; a volte è considerato un tabloid.
La società editrice è Agora SA.

## Storia e profilo
Gazeta Wyborcza fu pubblicata per la prima volta l'8 maggio 1989 in Polonia, con un motto della testata che era in rima: "Nie ma wolności bez Solidarności" (tradotto in italiano: "Non c'è libertà senza solidarietà").
I fondatori furono Andrzej Wajda, Aleksander Paszyński e Zbigniew Bujak.
La sua fondazione risultò approvata nelle tavole rotonde polacche con un accordo tra il governo comunista della Repubblica popolare polacca ed oppositori politici incentrati sul movimento Solidarność.
Inizialmente era di proprietà di Agora SA.
In seguito Cox Communications comprò parzialmente il quotidiano.
La società divenne American Company "Cox Enterprises" nel 1993.
Il giornale-documento doveva servire come voce di Solidarność durante la corsa alle elezioni semi-libere del 4 giugno 1989 (da qui il titolo).
Come tale, fu il primo giornale legale pubblicato fuori dal controllo del governo comunista dalla sua fondazione alla fine degli anni '40.
Il caporedattore del giornale, sin dalla sua fondazione, fu Adam Michnik.
Egli fu nominato alla carica da Lech Wałęsa.
Il giornale-documento è pubblicato in formato compatto.
Secondo gli editori, la prima edizione era piccola (150 000 copie) e relativamente costosa a causa delle limitate forniture di carta rese disponibili dallo stato polacco.
Un anno e mezzo dopo, la tiratura giornaliera raggiunse le 500 000 copie.
Nel settembre del 1990, durante l'acrimonioso scioglimento del campo di Solidarność, dopo il crollo del governo comunista, Wałęsa revocò il diritto del giornale di usare il logo Solidarność sulla sua testata.
Da allora Gazeta Wyborcza continua ad esistere.
È un giornale completamente indipendente che generalmente sostiene i valori liberali ed è un quotidiano a più sezioni.
Pubblica edizioni locali giornaliere per le seguenti città: Varsavia, Białystok, Bydgoszcz, Breslavia, Częstochowa, Danzica, Gorzów Wielkopolski, Katowice, Cracovia, Kielce, Lublino, Lódź, Olsztyn, Opole, Płock, Poznań, Radom, Rzeszów, Szczecin, Toruń e Zielona Góra.

## Giornalisti contribuenti
- Tomasz Bielecki (Bruxelles)
- Anna Bikont
- Seweryn Blumsztajn
- Artur Domosławski
- Witold Gadomski
- Wojciech Jagielski
- Andrzej Jagodziński
- Włodzimierz Kalicki
- Agnieszka Kublik
- Jarosław Kurski
- Adam Leszczyński
- Mikołaj Lizut
- Helena Łuczywo
- Ewa Milewicz
- Paweł Mossakowski
- Martin Mycielski (Bruxelles)
- Agata Nowakowska
- Wojciech Orliński
- Lidia Ostałowska
- Piotr Pacewicz
- Roman Pawłowski
- Wacław Radziwinowicz
- Paweł Smoleński
- Tadeusz Sobolewski
- Piotr Stasiński
- Katarzyna Surmiak-Domańska
- Jacek Szczerba
- Joanna Szczęsna
- Mariusz Szczygieł
- Witold Szabłowski
- Wojciech Tochman
- Jan Turnau
- Adam Wajrak
- Bartosz Węglarczyk
- Bartosz T. Wieliński
- Dominika Wielowieyska
- Artur Włodarski
- Paweł Wroński
- Sławomir Zagórski

Editorialisti
- Andrzej Chłopecki
- Kinga Dunin
- Konstanty Gebert
- Aleksander Hall
- Michał Ogórek
- Joanna Szczepkowska
- Magdalena Środa
- Leopold Unger
- Piotr Wierzbicki